# Elecciones municipales de Huancayo de 2010
Las elecciones municipales de Huancayo de 2010 se llevaron a cabo el 3 de octubre de 2010 para elegir al alcalde y al Concejo Provincial de Huancayo para el periodo 2011-2014. La elección se celebró simultáneamente con elecciones regionales y municipales (provinciales y distritales) en todo el Perú.

## Sistema electoral
La Municipalidad Provincial de Huancayo es el órgano administrativo y de gobierno de la provincia de Huancayo. Está compuesta por el alcalde y el Concejo Provincial.
La votación del alcalde y el concejo se realiza en base al sufragio universal, que comprende a todos los ciudadanos nacionales mayores de dieciocho años, empadronados y residentes en la provincia de Huancayo y en pleno goce de sus derechos políticos, así como a los ciudadanos no nacionales residentes y empadronados en la provincia de Huancayo.
El Concejo Provincial de Huancayo está compuesto por 13 regidores elegidos por sufragio directo para un período de tres (3) años, en forma conjunta con la elección del alcalde (quien lo preside). La votación es por lista cerrada y bloqueada. Se asigna a la lista ganadora los escaños según el método d'Hondt o la mitad más uno, lo que más le favorezca.

## Composición del Concejo Provincial de Huancayo
La siguiente tabla muestra la composición del Concejo Provincial de Huancayo antes de las elecciones.
| Partidos | Partidos                                     | Regidores |
| -------- | -------------------------------------------- | --------- |
|          | Junín Sostenible con su Gente                | 8         |
|          | Convergencia Regional Descentralista         | 2         |
|          | Partido Aprista Peruano                      | 2         |
|          | Movimiento Independiente Fuerza Constructora | 1         |

## Partidos y candidatos
A continuación se muestra una lista de los principales partidos y alianzas electorales que participaron en las elecciones:
| Candidatura | Candidatura     | Partidos y alianzas | Candidatos | Candidatos              | Ideología                                                          | Resultado previo | Resultado previo | Ref. |
| Candidatura | Candidatura     | Partidos y alianzas | Candidatos | Candidatos              | Ideología                                                          | Votos (%)        | Reg.             | Ref. |
| ----------- | --------------- | --- | ---------- | ----------------------- | ------------------------------------------------------------------ | ---------------- | ---------------- | ---- |
|             | JUS–CJJ         | Lista - Alianza Regional Junín Sostenible (JUS–CJJ) – Junín Sostenible con su Gente (JUS) – Caminemos Juntos por Junín (CJJ) |            | Dimas Aliaga Castro     | Regionalismo juninense                                             | 16.89%           | 8                |      |
|             | CONREDES        | Lista - Convergencia Regional Descentralista (CONREDES)                                                                      |            | Walter Malca Jaúregui   | Regionalismo juninense                                             | 13.89%           | 2                |      |
|             | APRA            | Lista - Partido Aprista Peruano (APRA)                                                                                       |            | Jorge Solís Espinoza    | Aprismo                                                            | 13.39%           | 2                |      |
|             | FC              | Lista - Movimiento Independiente Fuerza Constructora (FC)                                                                    |            | Luis Camborda Zamudio   | Regionalismo juninense                                             | 10.71%           | 1                |      |
|             | FPP             | Lista - Frente Patriota Peruano (FPP)                                                                                        |            | Luis Ortíz Soberanes    | Regionalismo juninense                                             | 6.70%            | 0                |      |
|             | PPC             | Lista - Partido Popular Cristiano (PPC)                                                                                      |            | Walter Trujillo Huaccho | Democracia cristiana Conservadurismo social Liberalismo económico  | 5.37%            | 0                |      |
|             | APP             | Lista - Alianza para el Progreso (APP)                                                                                       |            | Elvis Rojas Romero      | Liberalismo económico Conservadurismo liberal Populismo de derecha | 4.82%            | 0                |      |
|             | AP              | Lista - Acción Popular (AP)                                                                                                  |            | Pedro Morales Mansilla  | Humanismo Nacionalismo cívico Reformismo                           | 3.31%            | 0                |      |
|             | PP              | Lista - Perú Posible (PP) |            | Víctor Gutarra Montalvo | Socioliberalismo Democracia liberal Tercera vía                    | Nuevo            | Nuevo            |      |
|             | F2011           | Lista - Fuerza 2011 (F2011)                                                                                                  |            | Ulises Sáenz Arana      | Fujimorismo Conservadurismo social Populismo de derecha            | Nuevo            | Nuevo            |      |
|             | UxJ             | Lista - Movimiento Independiente Unidos por Junín, Sierra y Selva (UxJ)                                                      |            | Julio Roncal Madge      | Regionalismo juninense                                             | Nuevo            | Nuevo            |      |
|             | La Carita Feliz | Lista - Movimiento Independiente Regional La Carita Feliz (La Carita Feliz)                                                  |            | César Cuestas Meneses   | Regionalismo juninense                                             | Nuevo            | Nuevo            |      |
|             | PL              | Lista - Movimiento Político Regional Perú Libre (PL)                                                                         |            | Enith Montreuil García  | Socialismo del siglo XXI Marxismo-leninismo Mariateguismo          | Nuevo            | Nuevo            |      |
|             | BPJ             | Lista - Bloque Popular Junín (BPJ)                                                                                           |            | José Camacho Ortega     | Regionalismo juninense                                             | Nuevo            | Nuevo            |      |

## Resultados

### Sumario general
| |                                                                     |              |              |              |           |           |  |  |
| Partidos y coaliciones                                                                                         | Partidos y coaliciones                                              | Voto popular | Voto popular | Voto popular | Regidores | Regidores |  |  |
| Partidos y coaliciones                                                                                         | Partidos y coaliciones                                              | Votos        | %            | ±pp          | Total     | +/−       |  |  |
| | Alianza Regional Junín Sostenible (JUS–CJJ)1                        | 55,727       | 23.50        | +6.61        | 8         | ±0        |  |  |
| | Acción Popular (AP)                                                 | 44,682       | 18.84        | +15.53       | 2         | +2        |  |  |
| | Movimiento Político Regional Perú Libre (PL)                        | 35,861       | 15.12        | Nuevo        | 1         | +1        |  |  |
| | Fuerza 2011 (F2011)                                                 | 24,948       | 10.52        | Nuevo        | 1         | +1        |  |  |
| | Partido Aprista Peruano (APRA)                                      | 21,351       | 9.00         | –4.39        | 1         | –1        |  |  |
| | Movimiento Independiente Fuerza Constructora (FC)                   | 18,531       | 7.82         | –2.89        | 0         | –1        |  |  |
| | Convergencia Regional Descentralista (CONREDES)                     | 9,143        | 3.86         | n/a          | 0         | –2        |  |  |
| | Perú Posible (PP)                                                   | 6,010        | 2.53         | n/a          | 0         | ±0        |  |  |
| | Bloque Popular Junín (BPJ)                                          | 5,584        | 2.35         | Nuevo        | 0         | ±0        |  |  |
| | Movimiento Independiente Regional La Carita Feliz (La Carita Feliz) | 4,882        | 2.06         | Nuevo        | 0         | ±0        |  |  |
| | Movimiento Independiente Unidos por Junín, Sierra y Selva (UxJ)     | 3,956        | 1.67         | n/a          | 0         | ±0        |  |  |
| | Frente Patriota Peruano (FPP)                                       | 2,761        | 1.16         | –5.54        | 0         | ±0        |  |  |
| | Alianza para el Progreso (APP)                                      | 2,414        | 1.02         | –3.80        | 0         | ±0        |  |  |
| | Partido Popular Cristiano (PPC)                                     | 1,268        | 0.53         | n/a          | 0         | ±0        |  |  |
| |                                                                     |              |              |              |           |           |  |  |
| Total | Total                                                               | 237,118      |              |              | 13        | ±0        |  |  |
| |                                                                     |              |              |              |           |           |  |  |
| Votos válidos                                                                                                  | Votos válidos                                                       | 237,118      | 84.07        | –1.10        |           |           |  |  |
| Votos en blanco                                                                                                | Votos en blanco                                                     | 16,897       | 5.99         | +0.64        |           |           |  |  |
| Votos nulos | Votos nulos                                                         | 28,019       | 9.93         | +0.45        |           |           |  |  |
| Votos emitidos                                                                                                 | Votos emitidos                                                      | 282,034      | 84.27        | –1.12        |           |           |  |  |
| Abstenciones                                                                                                   | Abstenciones                                                        | 52,645       | 15.73        | +1.12        |           |           |  |  |
| Votantes registrados                                                                                           | Votantes registrados                                                | 334,679      |              |              |           |           |  |  |
| |                                                                     |              |              |              |           |           |  |  |
| Fuente: |                                                                     |              |              |              |           |           |  |  |
| Notas al pie: 1 Comparado con los resultados de Junín Sostenible con su Gente (JUS) en las elecciones de 2006. |                                                                     |              |              |              |           |           |  |  |
| Notas al pie:                                                                                                  |                                                                     |              |              |              |           |           |  |  |
| 1 Comparado con los resultados de Junín Sostenible con su Gente (JUS) en las elecciones de 2006.               |                                                                     |              |              |              |           |           |  |  |

### Concejo Provincial de Huancayo
| Cargo                           | Autoridad electa           | Partido político | Partido político                        |
| ------------------------------- | -------------------------- | ---------------- | --------------------------------------- |
| Alcalde Provincial de Huancayo  | Dimas Aliaga Castro        |                  | Alianza Regional Junín Sostenible       |
| Regidor Provincial de Huancayo  | Máximo Medina Morales      |                  | Alianza Regional Junín Sostenible       |
| Regidor Provincial de Huancayo  | Bladeck Ruíz Díaz          |                  | Alianza Regional Junín Sostenible       |
| Regidor Provincial de Huancayo  | Walter Lazo Corilloclla    |                  | Alianza Regional Junín Sostenible       |
| Regidor Provincial de Huancayo  | Rubén Huari Evangelista    |                  | Alianza Regional Junín Sostenible       |
| Regidor Provincial de Huancayo  | Fredy Aliaga Medina        |                  | Alianza Regional Junín Sostenible       |
| Regidor Provincial de Huancayo  | Héctor Vílchez Otárola     |                  | Alianza Regional Junín Sostenible       |
| Regidor Provincial de Huancayo  | José Rivas Abad            |                  | Alianza Regional Junín Sostenible       |
| Regidora Provincial de Huancayo | Elizabeth Lapier García    |                  | Alianza Regional Junín Sostenible       |
| Regidora Provincial de Huancayo | Juana Andamayo Flores      |                  | Acción Popular                          |
| Regidor Provincial de Huancayo  | Samuel Belsuzarri Retamozo |                  | Acción Popular                          |
| Regidor Provincial de Huancayo  | Jesús Contreras Lazo       |                  | Movimiento Político Regional Perú Libre |
| Regidor Provincial de Huancayo  | José Ortíz Sobenares       |                  | Fuerza 2011                             |
| Regidor Provincial de Huancayo  | Jesús Sánchez Marín        |                  | Partido Aprista Peruano                 |

## Elecciones municipales distritales

### Resultados por distrito
La siguiente tabla enumera el control de los distritos de la provincia de Huancayo. El cambio de mando de una organización política se resalta del color de ese partido.
| Distrito                  | Alcalde(sa) titular         | Partido político | Partido político              | Alcalde(sa) electo(a)          | Partido político | Partido político                  |
| ------------------------- | --------------------------- | ---------------- | ----------------------------- | ------------------------------ | ---------------- | --------------------------------- |
| Carhuacallanga            | Remigio Eulogio Morales     |                  | Partido Aprista Peruano       | Orlando Briceño Briceño        |                  | Alianza Regional Junín Sostenible |
| Chacapampa                | Nazario Borja Castro        |                  | Fuerza Constructora           | Paulino Morales Porta          |                  | Perú Libre                        |
| Chicche                   | Rubén Meza Bonifacio        |                  | Partido Aprista Peruano       | Rubén Meza Bonifacio           |                  | Partido Aprista Peruano           |
| Chilca                    | Héctor Castro Pimentel      |                  | Convergencia Regional         | Abraham Carrasco Talavera      |                  | Fuerza 2011                       |
| Chongos Alto              | Evaristo Siuce Vilcapoma    |                  | Alianza para el Progreso      | Marcelino de la Cruz Chambergo |                  | Acción Popular                    |
| Chupuro                   | Ovidio Nestares Valentín    |                  | Convergencia Regional         | Joel Guerra Taquia             |                  | Fuerza Constructora               |
| Colca                     | Percy Pérez Ríos            |                  | Partido Nacionalista Peruano  | Percy Pérez Ríos               |                  | Convergencia Regional             |
| Cullhuas                  | Jeremías Olivera Aliaga     |                  | Unidad Nacional               | Zenón Corilloclla Romero       |                  | Perú Posible                      |
| El Tambo                  | Ángel Unchupaico Canchumani |                  | Junín Sostenible con su Gente | Ángel Unchupaico Canchumani    |                  | Alianza Regional Junín Sostenible |
| Huacrapuquio              | Rogelio Lara Huamán         |                  | Convergencia Regional         | Hercilio Jesús Inga            |                  | Alianza Regional Junín Sostenible |
| Hualhuas                  | Emilio Torres Ramos         |                  | Restauración Nacional         | Edden Chipana Turin            |                  | Acción Popular                    |
| Huancán                   | Alipio Tovar Bernaola       |                  | Convergencia Regional         | William Solano Poma            |                  | Perú Libre                        |
| Huasicancha               | Ernesto Yaranga Llacua      |                  | Unión por el Perú             | Eusebio Flores Yaranga         |                  | Partido Aprista Peruano           |
| Huayucachi                | Michael Palacios Ramos      |                  | Convergencia Regional         | Miguel Carhuallanqui Huamán    |                  | Perú Libre                        |
| Ingenio                   | Walter Meza Vargas          |                  | Fuerza Constructora           | Percy Huayta Oré               |                  | Acción Popular                    |
| Pariahuanca               | Óscar Janampa Cotera        |                  | Restauración Nacional         | Mesías Quispe Gamarra          |                  | Acción Popular                    |
| Pilcomayo                 | Jorge Baldeón Gutarra       |                  | Junín Sostenible con su Gente | Jorge Muñoz Laurente           |                  | Perú Libre                        |
| Pucará                    | Jorge Camborda Huacaychuco  |                  | Fuerza Constructora           | Venancio Navarro Rodríguez     |                  | Perú Libre                        |
| Quichuay                  | Gonzalo Párraga Camarena    |                  | Fuerza Constructora           | Gonzalo Párraga Camarena       |                  | Acción Popular                    |
| Quilcas                   | Idial Tiza Meza             |                  | Acción Popular                | Manuel Rodríguez Huamán        |                  | Perú Libre                        |
| San Agustín               | Teófilo Baldeón Rojas       |                  | Junín Sostenible con su Gente | Edilberto Buendía Solís        |                  | Bloque Popular Junín              |
| San Jerónimo de Tunán     | Wilfredo León Suazo         |                  | Unión por el Perú             | Jhonny Astucuri Ramos          |                  | Alianza Regional Junín Sostenible |
| Santo Domingo de Acobamba | Isaías Grabel Cano          |                  | Fuerza Constructora           | Jorge Camarena Carhuallanqui   |                  | Fuerza Constructora               |
| Saño                      | Hilton Ávila Ávila          |                  | Convergencia Regional         | Hilton Ávila Ávila             |                  | Convergencia Regional             |
| Sapallanga                | Gonzalo Fano Miranda        |                  | Convergencia Regional         | Miguel Rivera Porras           |                  | Acción Popular                    |
| Sicaya                    | Ángel Napaico Gutarra       |                  | Convergencia Regional         | Ángel Napaico Gutarra          |                  | Convergencia Regional             |
| Viques                    | Émerson Nolasco Delgado     |                  | Convergencia Regional         | Émerson Nolasco Delgado        |                  | Convergencia Regional             |